# 철학의 위안 (보통)
《철학의 위안》(ISBN 0-140-27661-0 )은 알랭 드 보통의 논픽션 책이다. 2000년 Hamish Hamilton에 의해 처음 출판되었으며, 이후 출판(2001년 이후)은 Penguin Books에 의해 출판되었다.
이 책의 제목은 보에티우스 대작인 철학의 위안에 대한 언급으로, 철학은 보에티우스가 감옥에 갇힌 해에 그를 위로하고 임박한 처형을 앞두고 있는 보에티우스에게 비유적인 인물로 등장한다.

많은 철학자들을 광범위하게 인용하고 해석함으로써 일상적인 문제를 통해 독자를 위로하려고 시도한다(또는 최소한 이해하도록 도와준다). 이들은 여러 장으로 분류되어 있다.
- 인기 없는 것에 대한 위안(소크라테스)
- 돈이 부족한 것에 대한 위안(에피쿠로스)
- 좌절의 위안(세네카)
- 부족함을 위한 위안(몽테뉴)
- 상한 마음을 위한 위안(쇼펜하우어)
- 어려움에 대한 위안(니체)

## 같이 보기
- 아르투어 쇼펜하우어
- 보이티우스
- 에피쿠로스
- 프리드리히 니체
- 미셸 드 몽테뉴
- 루키우스 안나이우스 세네카
- 소크라테스